# Seymeria scabra
Seymeria scabra là loài thực vật có hoa thuộc họ Cỏ chổi. Loài này được A. Gray miêu tả khoa học đầu tiên năm 1859.